# Podélné vlnění

Podélná vlna.

Při podélném (longitudálním) vlnění je amplituda kmitů rovnoběžná se směrem šíření vlny. U mechanického vlnění se lze také setkat s označením tlaková vlna.

## Příklad
Podélnou postupnou vlnu můžeme získat např. tak, že si představíme přímou řadu shodných oscilátorů, mezi nimiž jsou stejné vazby. Vychýlíme-li jeden z těchto oscilátorů podél osy, ve které oscilátory leží, bude se kmitavý pohyb postupně přenášet mezi ostatní oscilátory.

## Vlastnosti
Během šíření vlny dochází k postupnému zhušťování a zřeďování podélné vlny. Toto zhuštění nebo zředění postupuje v případě homogenního a izotropního prostředí stálou fázovou rychlostí.
Vzdálenost mezi dvěma zhuštěními (nebo zředěními) se nazývá vlnová délka.